# Greig Tonks

a Compétitions nationales et continentales officielles uniquement.

b Matchs officiels uniquement.
Dernière mise à jour le 20 juillet 2023.
Greig Tonks, né le 20 mai 1989 à Pretoria en Afrique du Sud, est un joueur international écossais d'origine sud-africaine de rugby à XV. Capable d'évoluer comme arrière ou demi d'ouverture. Bien que né en Afrique en Sud, il a connu sa première sélection en 2013 avec l'équipe d'Écosse.

## Biographie

### Carrière en club
Né en Afrique du Sud en 1989, Greig Tonks a émigré en Angleterre à l'âge de deux ans. Il fait ses études dans la Nottingham High School et commence le rugby avec le Newark Rugby club, club local du Nottinghamshire. En 2008, il signe avec les Leicester Tigers qui le prêtent pendant de longues périodes au club de deuxième division anglaise de Nottingham.
En mai 2010, sa signature avec les Northampton Saints pour la saison suivante est annoncée. Tonks fait ses débuts avec son nouveau club le 16 octobre 2010 lors d'un match de Coupe d'Europe contre Édimbourg en tant que titulaire au poste d'arrière.
Le 28 février 2012, Tonks signe à Édimbourg. Il joue son premier match avec le club écossais le 1er septembre 2012 contre le Munster pour la première journée de la saison 2012-2013 de Pro12.
En février 2016, il rejoint les London Irish avec effet immédiat. À la fin de la saison 2018-2019, il prend sa retraite de joueur de rugby professionnel et devient entraineur.

### Carrière internationale
Formé en Angleterre, Tonks a connu plusieurs sélections dans les équipes anglaises de jeunes. Il a notamment participé à la tournée en Australie de l'équipe d'Angleterre de moins de 18 ans, fait partie de l'équipe d'Angleterre des moins de 20 ans engagée dans le Tournoi des Six Nations des moins de 20 ans 2008 et dans le Championnat du monde junior 2009.
Tonks est sélectionnable en équipe d'Écosse en raison de sa mère née dans le Ayrshire. Il fait une première apparition le 1er février 2013 avec l'équipe d'Écosse A lors de la première victoire de cette équipe en Angleterre contre les Saxons. Il connait sa première sélection avec l'équipe d'Écosse senior le 8 juin 2013 contre les Samoa comme titulaire à l'arrière.